# Comb Ridge
Comb Ridge är en bergstopp i Antarktis. Den ligger i Västantarktis. Argentina, Chile och Storbritannien gör anspråk på området. Toppen på Comb Ridge är 105 meter över havet.
Terrängen runt Comb Ridge är huvudsakligen kuperad, men den allra närmaste omgivningen är varierad. Havet är nära Comb Ridge söderut. Trakten är obefolkad. Det finns inga samhällen i närheten. 